# العلاقات السلوفاكية الصربية
العلاقات السلوفاكية الصربية هي العلاقات الثنائية التي تجمع بين سلوفاكيا وصربيا.

## مقارنة بين البلدين
هذه مقارنة عامة ومرجعية للدولتين:
| وجه المقارنة                                              | سلوفاكيا                                                       | صربيا                                                      |
| --------------------------------------------------------- | -------------------------------------------------------------- | ---------------------------------------------------------- |
| المساحة (كم2)                                             | 49.03 ألف                                                      | 88.36 ألف                                                  |
| عدد السكان (نسمة)                                         | 5.44 مليون                                                     | 7.02 مليون                                                 |
| الكثافة السكانية (ن./كم²)                                 | 110.95                                                         | 79.45                                                      |
| العاصمة                                                   | براتيسلافا                                                     | بلغراد                                                     |
| اللغة الرسمية                                             | اللغة السلوفاكية                                               | اللغة الصربية                                              |
| العملة                                                    | كرونة سلوفاكية، يورو                                           | دينار صربي                                                 |
| الناتج المحلي الإجمالي (بليون دولار)                      | 95.77 مليار                                                    | 41.43 مليار                                                |
| الناتج المحلي الإجمالي (تعادل القوة الشرائية) بليون دولار | 162.34 مليار                                                   | 100.13 مليار                                               |
| الناتج المحلي الإجمالي الاسمي للفرد دولار أمريكي          | 16.09 ألف                                                      | 5.24 ألف                                                   |
| الناتج المحلي الإجمالي للفرد دولار أمريكي                 | 30.46 ألف                                                      | 13.59 ألف                                                  |
| مؤشر التنمية البشرية                                      | 0.844                                                          | 0.771                                                      |
| رمز المكالمات الدولي                                      | +421                                                           | +381                                                       |
| رمز الإنترنت                                              | .sk                                                            | .rs، .срб ‏                                                 |
| المنطقة الزمنية                                           | توقيت وسط أوروبا، ت ع م+01:00، ت ع م+02:00، أوروبا/براتيسلافا ‏ | توقيت وسط أوروبا، ت ع م+01:00، ت ع م+02:00، أوروبا/بلغراد ‏ |

## مدن متوأمة
في ما يلي قائمة باتفاقيات التوأمة بين مدن سلوفاكية وصربية:
- ترتبط دونيسكا ستريدا مع سوبتيتسا باتفاقية توأمة.
- ترتبط بريفيدزا مع فاليفو باتفاقية توأمة.
- ترتبط بانسكا بيستريتسا مع فرشاتس باتفاقية توأمة منذ 1950.
- ترتبط برزنو مع تشاتشاك باتفاقية توأمة.
- ترتبط غالنتا مع بيتشي باتفاقية توأمة.
- ترتبط ترنتشين مع كراغوييفاتس باتفاقية توأمة.
- ترتبط تورتشينسكي تيبليتسي مع تشاتشاك باتفاقية توأمة.
- ترتبط سينيتسا مع باتش باتفاقية توأمة.
- ترتبط Old Town, Bratislava [الإنجليزية]‏ مع ستاري غراد، بلغراد [الإنجليزية]‏ باتفاقية توأمة.
- ترتبط كوشيتسه مع نيش باتفاقية توأمة.
- ترتبط بوخوف مع Stara Pazova [الإنجليزية]‏ باتفاقية توأمة منذ 1998.[14][15][14][15]
- ترتبط مارتن مع باتشكي بيتروفاتس باتفاقية توأمة منذ 10 سبتمبر 2016.
- ترتبط جيلينا مع Kikinda [الإنجليزية]‏ باتفاقية توأمة منذ 2013.
- ترتبط برديوف مع Sremski Karlovci [الإنجليزية]‏ باتفاقية توأمة منذ 9 مارس 2003.[16][17]
- ترتبط نوفاكي مع بيوتشين باتفاقية توأمة.
- ترتبط شتوروفو مع Novi Bečej [الإنجليزية]‏ باتفاقية توأمة.
- ترتبط كرالوسكي خلمتش مع Kanjiža [الإنجليزية]‏ باتفاقية توأمة.
- ترتبط روجومبيروك مع باتشكي بيتروفاتس باتفاقية توأمة.
- ترتبط روجنافا مع باتشكا توبولا باتفاقية توأمة.

## منظمات دولية مشتركة
يشترك البلدان في عضوية مجموعة من المنظمات الدولية، منها:
| علم المنظمة | اسم المنظمة                               | تاريخ انضمام سلوفاكيا | تاريخ انضمام صربيا |
| ----------- | ----------------------------------------- | --------------------- | ------------------ |
|             | مؤسسة التنمية الدولية                     | 1993                  | 25 فبراير 1993     |
|             | يونسكو                                    | 9 فبراير 1993         | 20 ديسمبر 2000     |
|             | وكالة ضمان الاستثمار متعدد الأطراف        | 1993                  | 19 مارس 1993       |
|             | الأمم المتحدة                             | 19 يناير 1993         | 1 نوفمبر 2000      |
|             | الفريق المعني برصد الأرض                  | ?                     | ?                  |
|             | الاتحاد البريدي العالمي                   | ?                     | ?                  |
|             | البنك الدولي للإنشاء والتعمير             | 1993                  | 25 فبراير 1993     |
|             | الاتحاد الدولي للاتصالات                  | 23 فبراير 1993        | 1 يونيو 2001       |
|             | منظمة حظر الأسلحة الكيميائية              | ?                     | ?                  |
|             | مؤسسة التمويل الدولية                     | 1993                  | 25 فبراير 1993     |
|             | المنظمة الأوروبية لسلامة الملاحة الجوية   | 1997                  | 2005               |
|             | المركز الدولي لتسوية المنازعات الاستشارية | 26 يونيو 1994         | 8 يونيو 2007       |
|             | مجموعة الموردين النوويين                  | ?                     | ?                  |
|             | منظمة الشرطة الجنائية الدولية             | ?                     | ?                  |
|             | منظمة الأمن والتعاون في أوروبا            | 1993                  | 3 يونيو 2006       |

## أعلام
هذه قائمة لبعض الشخصيات التي تربطها علاقات بالبلدين:
- دومنيك دينغا (لاعب كرة قدم صربي، 7 أبريل 1998[24] – )
- نيمانيا ماتيتش (لاعب كرة قدم صربي، 1 أغسطس 1988[25] – )

## وصلات خارجية
- موقع وزارة الخارجية السلوفاكية
- موقع وزارة الخارجية الصربية